# Daisy Martey
Daisy Martey est une chanteuse britannique
Chanteuse de Noonday Underground, elle quitte le groupe vers fin 2004 pour remplacer Skye Edwards au sein de Morcheeba. Elle participe au cinquième album du groupe, The Antidote, sorti en mai 2005.
Après cet album, Martey est exclue de Morcheeba, et en janvier 2006, elle poursuit les autres membres du groupe, Paul et Ross Godfrey, pour agression, harcèlement, rupture de contrat et diffamation,.
Elle rejoint à nouveau Noonday Underground en 2006 pour l'album On the Freedom Flotilla, à l'écriture duquel elle participe activement, puisque cinq des onze chansons sont de son fait.